# Marion Caspers-Merk
Marion Caspers-Merk (Mannheim, 24 avril 1955) est une femme politique allemande.